# Хофштеттен-бай-Бриенц
Хофштеттен-бай-Бриенц (нем. Hofstetten bei Brienz, алем. нем. Hofstette) — коммуна в Швейцарии, в кантоне Берн.
Входит в состав округа Интерлакен. Население составляет 575 человек (на 31 декабря 2006 года). Официальный код — 0580.

## Персоналии
- Фришинг, Франц Рудольф